# A Ferencvárosi TC 1968-as szezonja
A Ferencvárosi TC 1968-as szezonja szócikk a Ferencvárosi TC első számú férfi labdarúgócsapatának egy szezonjáról szól, mely összességében és sorozatban a 67. idénye volt a csapatnak a magyar első osztályban. A klub fennállásának ekkor volt a 69. évfordulója.

## Mérkőzések
| Színmagyarázat | Színmagyarázat |
| -------------- | -------------- |
|                | Győzelem.      |
|                | Döntetlen.     |
|                | Vereség.       |

### Vásárvárosok kupája
3. forduló, második mérkőzés
(előzményét lásd az 1967-es szezonnál)
| 1968. január 9. 20:30 |

| Liverpool FC | 0 – 1               | Ferencváros     |
| ------------ | ------------------- | --------------- |
|              | (0 – 1) Jegyzőkönyv | Branikovits 20' |

| Anfield Stadion, Liverpool Nézőszám: 46.892 Játékvezető: Gerhard Schulenburg (német) |

Negyeddöntő
| 1968. március 3. 18:15 |

| Ferencváros                     | 2 – 1               | Athletic Bilbao |
| ------------------------------- | ------------------- | --------------- |
| Albert 15' Novák 30' (11-esből) | (2 – 0) Jegyzőkönyv | Betzuen 59'     |

| Népstadion, Budapest Nézőszám: 30 000 Játékvezető: Vital Loraux (belga) |

| 1968. március 27. 19:30 |

| Athletic Bilbao | 1 – 2               | Ferencváros                  |
| --------------- | ------------------- | ---------------------------- |
| Betzuen 67'     | (0 – 0) Jegyzőkönyv | Branikovits 68' Fenyvesi 86' |

| San Mamés Stadion, Bilbao Nézőszám: 40 000 Játékvezető: John Keith Taylor (angol) |

Elődöntő
| 1968. május 22. |

| Ferencváros                   | 3 – 2               | Bologna FC            |
| ----------------------------- | ------------------- | --------------------- |
| Branikovits 38' 57' Varga 81' | (1 – 2) Jegyzőkönyv | Clerici 2' Perani 35' |

| Népstadion, Budapest Nézőszám: 20 000 Játékvezető: Anton Bucheli (svájci) |

| 1968. május 27. |

| Bologna FC              | 2 – 2               | Ferencváros          |
| ----------------------- | ------------------- | -------------------- |
| Perani 42' Tentorio 60' | (1 – 1) Jegyzőkönyv | Varga 45' Havasi 70' |

| Stadio Comunale, Bologna Nézőszám: 15 000 Játékvezető: Kurt Tschenscher (német) |

Döntő
| 1968. augusztus 7. 20:30 |

| Leeds United | 1 – 0                         | Ferencváros |
| ------------ | ----------------------------- | ----------- |
| Jones 42'    | (1 – 0) Jegyzőkönyv Részletek |             |

| Elland Road, Leeds Nézőszám: 35 000 Játékvezető: Rudolf Scheurer (svájci) |

| 1968. szeptember 11. 18:00 |

| Ferencváros | 0 – 0                         | Leeds United |
| ----------- | ----------------------------- | ------------ |
|             | (0 – 0) Jegyzőkönyv Részletek |              |

| Népstadion, Budapest Nézőszám: 76 000 Játékvezető: Gerhard Schulenburg (német) |

### NB 1 1968

#### Tavaszi fordulók
| 1. forduló 1968. március 3. |

| Ferencváros           | 2 – 2               | Salgótarjáni BTC |
| --------------------- | ------------------- | ---------------- |
| Rákosi 36' Albert 45' | (2 – 0) Jegyzőkönyv | Szalay 67' 76'   |

| Népstadion, Budapest Nézőszám: 10 000 Játékvezető: Vízhányó László (magyar) |

| 2. forduló 1968. március 10. |

| Tatabányai Bányász  | 2 – 4               | Ferencváros                                 |
| ------------------- | ------------------- | ------------------------------------------- |
| Arany 64' Juhos 72' | (0 – 2) Jegyzőkönyv | Novák 13' Varga 15' Albert 60' Fenyvesi 90' |

| Városi Stadion, Tatabánya Nézőszám: 15 000 Játékvezető: Gere Gyula (magyar) |

| 3. forduló 1968. március 17. |

| Ferencváros                                                  | 4 – 1               | Pécsi Dózsa         |
| ------------------------------------------------------------ | ------------------- | ------------------- |
| Albert 19' Konrád 67' (öngól) Novák 87' (11-esből) Varga 90' | (1 – 0) Jegyzőkönyv | Rapp 57' (11-esből) |

| Népstadion, Budapest Nézőszám: 10 000 Játékvezető: Müncz György (magyar) |

| 4. forduló 1968. március 23. |

| Csepel SC | 0 – 2               | Ferencváros    |
| --------- | ------------------- | -------------- |
|           | (0 – 1) Jegyzőkönyv | Albert 32' 88' |

| Béke téri stadion, Budapest Nézőszám: 10 000 Játékvezető: Zsolt István (magyar) |

| 5. forduló 1968. március 31. |

| Dunaújvárosi Kohász     | 2 – 1               | Ferencváros |
| ----------------------- | ------------------- | ----------- |
| Formaggini 27' Kiss 69' | (1 – 0) Jegyzőkönyv | Karába 81'  |

| Dunaújváros Nézőszám: 18 000 Játékvezető: Schopp Károly (magyar) |

| 6. forduló 1968. április 3. |

| Ferencváros | 0 – 0               | MTK |
| ----------- | ------------------- | --- |
|             | (0 – 0) Jegyzőkönyv |     |

| Népstadion, Budapest Nézőszám: 25 000 Játékvezető: Bíróczky János (magyar) |

| 7. forduló 1968. április 7. |

| Budapesti Honvéd                  | 4 – 1               | Ferencváros |
| --------------------------------- | ------------------- | ----------- |
| Komora 3' 16' Kocsis 65' Tóth 88' | (2 – 1) Jegyzőkönyv | Novák 4'    |

| Népstadion, Budapest Nézőszám: 15 000 Játékvezető: Radó János (magyar) |

| 8. forduló 1968. április 14. |

| Ferencváros     | 1 – 0               | Videoton |
| --------------- | ------------------- | -------- |
| Branikovits 19' | (1 – 0) Jegyzőkönyv |          |

| Népstadion, Budapest Nézőszám: 15 000 Játékvezető: Magyar Zoltán (magyar) |

| 9. forduló 1968. április 21. |

| Ferencváros | 1 – 0               | Diósgyőr |
| ----------- | ------------------- | -------- |
| Albert 46'  | (0 – 0) Jegyzőkönyv |          |

| Népstadion, Budapest Nézőszám: 25 000 Játékvezető: Soós Gábor (magyar) |

| 10. forduló 1968. május 19. |

| Újpesti Dózsa                | 2 – 2               | Ferencváros         |
| ---------------------------- | ------------------- | ------------------- |
| Bene 30' Dunai 66' Zámbó 56′ | (1 – 0) Jegyzőkönyv | Szűcs 57' Novák 82' |

| Népstadion, Budapest Nézőszám: 15 000 Játékvezető: Zsolt István (magyar) |

| 11. forduló 1968. június 5. |

| Ferencváros                     | 2 – 1               | Haladás VSE |
| ------------------------------- | ------------------- | ----------- |
| Novák 53' (11-esből) Albert 75' | (0 – 0) Jegyzőkönyv | Iszak 67'   |

| Népstadion, Budapest Nézőszám: 20 000 Játékvezető: Almási János (magyar) |

- Elhalasztott mérkőzés.

| 12. forduló 1968. június 2. |

| SZEAC      | 1 – 6               | Ferencváros                                |
| ---------- | ------------------- | ------------------------------------------ |
| Csömör 64' | (0 – 2) Jegyzőkönyv | Juhász 6' Varga 43' 73' 78' 80' Albert 55' |

| Szeged Nézőszám: 18 000 Játékvezető: Petri Sándor (magyar) |

| 13. forduló 1968. június 9. |

| Ferencváros | 1 – 1               | Vörös Meteor Egyetértés |
| ----------- | ------------------- | ----------------------- |
| Albert 22'  | (1 – 0) Jegyzőkönyv | Halápi 55'              |

| Népstadion, Budapest Nézőszám: 15 000 Játékvezető: Emsberger Gyula (magyar) |

| 14. forduló 1968. június 15. |

| Ferencváros | 1 – 1               | Rába ETO   |
| ----------- | ------------------- | ---------- |
| Albert 79'  | (0 – 1) Jegyzőkönyv | Stolcz 27' |

| Népstadion, Budapest Nézőszám: 5 000 Játékvezető: Wottava Tibor (magyar) |

| 15. forduló 1968. június 22. |

| Vasas | 0 – 1               | Ferencváros |
| ----- | ------------------- | ----------- |
|       | (0 – 1) Jegyzőkönyv | Rákosi 43'  |

| Népstadion, Budapest Nézőszám: 16 000 Játékvezető: Soós Gábor (magyar) |

#### Őszi fordulók
| 16. forduló 1968. augusztus 4. |

| MTK | 0 – 0               | Ferencváros |
| --- | ------------------- | ----------- |
|     | (0 – 0) Jegyzőkönyv |             |

| Hungária körút, Budapest Nézőszám: 35 000 Játékvezető: Petri Sándor (magyar) |

| 17. forduló 1968. augusztus 11. |

| Haladás VSE    | 2 – 3               | Ferencváros                    |
| -------------- | ------------------- | ------------------------------ |
| Rátkai 36' 60' | (1 – 1) Jegyzőkönyv | Szőke 15' Novák 86' Albert 89' |

| Rohonci úti stadion, Szombathely Nézőszám: 17 000 Játékvezető: Müncz György (magyar) |

| 18. forduló 1968. augusztus 17. |

| Ferencváros             | 1 – 1               | Újpesti Dózsa            |
| ----------------------- | ------------------- | ------------------------ |
| Fenyvesi 58' Rákosi 83′ | (0 – 0) Jegyzőkönyv | Fazekas 53' Solymosi 83′ |

| Népstadion, Budapest Nézőszám: 28 000 Játékvezető: Emsberger Gyula (magyar) |

| 19. forduló 1968. augusztus 25. |

| Salgótarjáni BTC | 1 – 3               | Ferencváros                                    |
| ---------------- | ------------------- | ---------------------------------------------- |
| Kriskó 24'       | (1 – 1) Jegyzőkönyv | Varga 20' Branikovits 69' Novák 73' (11-esből) |

| Salgótarján Nézőszám: 9 000 Játékvezető: Vízhányó László (magyar) |

| 20. forduló 1968. augusztus 27. |

| Ferencváros           | 4 – 1               | Tatabányai Bányász |
| --------------------- | ------------------- | ------------------ |
| Varga 38' 58' 72' 77' | (1 – 1) Jegyzőkönyv | Szabó 28'          |

| Népstadion, Budapest Nézőszám: 18 000 Játékvezető: Soós Gábor (magyar) |

| 21. forduló 1968. szeptember 1. |

| Pécsi Dózsa | 0 – 1               | Ferencváros |
| ----------- | ------------------- | ----------- |
|             | (0 – 0) Jegyzőkönyv | Albert 72'  |

| PMFC Stadion, Pécs Nézőszám: 20 000 Játékvezető: Kaposi Sándor (magyar) |

| 22. forduló 1968. szeptember 7. |

| Ferencváros | 1 – 0               | Budapesti Honvéd |
| ----------- | ------------------- | ---------------- |
| Varga 89'   | (0 – 0) Jegyzőkönyv |                  |

| Népstadion, Budapest Nézőszám: 42 000 Játékvezető: Müncz György (magyar) |

| 23. forduló 1968. szeptember 15. |

| Videoton | 0 – 3               | Ferencváros                                |
| -------- | ------------------- | ------------------------------------------ |
|          | (0 – 0) Jegyzőkönyv | Novák 47' (11-esből) Albert 56' Rákosi 65' |

| Sóstói Stadion, Székesfehérvár Nézőszám: 22 000 Játékvezető: Emsberger Gyula (magyar) |

| 24. forduló 1968. november 2. |

| Ferencváros                                          | 4 – 0               | Csepel SC |
| ---------------------------------------------------- | ------------------- | --------- |
| Katona 14' Novák 38' (11-esből) Szűcs 43' Albert 89' | (3 – 0) Jegyzőkönyv |           |

| Népstadion, Budapest Nézőszám: 18 000 Játékvezető: Bíróczky János (magyar) |

| 25. forduló 1968. november 10. |

| Ferencváros              | 3 – 0               | Dunaújvárosi Kohász |
| ------------------------ | ------------------- | ------------------- |
| Juhász 8' Albert 37' 75' | (2 – 0) Jegyzőkönyv |                     |

| Népstadion, Budapest Nézőszám: 8 000 Játékvezető: Hegyes Gyula (magyar) |

| 26. forduló 1968. november 17. |

| Diósgyőr | 1 – 2               | Ferencváros        |
| -------- | ------------------- | ------------------ |
| Vass     | (0 – 2) Jegyzőkönyv | Branikovits Katona |

| DVTK-stadion, Miskolc Nézőszám: 16 000 Játékvezető: Vízhányó László (magyar) |

- A mérkőzés a 66. percben félbeszakadt. Újrajátszották 1968. november 27-én.

| 27. forduló 1968. november 24. |

| Vörös Meteor Egyetértés | 0 – 2               | Ferencváros                     |
| ----------------------- | ------------------- | ------------------------------- |
|                         | (0 – 1) Jegyzőkönyv | Albert 17' Novák 84' (11-esből) |

| Budapest Nézőszám: 10 000 Játékvezető: Müncz György (magyar) |

| 26. forduló 1968. november 27. |

| Diósgyőr     | 1 – 2               | Ferencváros           |
| ------------ | ------------------- | --------------------- |
| Szurgent 84' | (0 – 0) Jegyzőkönyv | Juhász 65' Albert 77' |

| DVTK-stadion, Miskolc Nézőszám: 35 000 Játékvezető: Soós Gábor (magyar) |

| 28. forduló 1968. december 1. |

| Ferencváros               | 2 – 1               | Vasas     |
| ------------------------- | ------------------- | --------- |
| Szűcs 11' Branikovits 73' | (1 – 1) Jegyzőkönyv | Müller 3' |

| Népstadion, Budapest Nézőszám: 15 000 Játékvezető: Zsolt István (magyar) |

| 29. forduló 1968. december 8. |

| Ferencváros                                         | 4 – 0               | SZEAC        |
| --------------------------------------------------- | ------------------- | ------------ |
| Novák 32' (11-esből) Rákosi 44' Branikovits 50' 68' | (2 – 0) Jegyzőkönyv | Várhelyi 34′ |

| Népstadion, Budapest Nézőszám: 5 000 Játékvezető: Somlai Lajos (magyar) |

| 30. forduló 1968. december 15. |

| Rába ETO                          | 2 – 3               | Ferencváros                         |
| --------------------------------- | ------------------- | ----------------------------------- |
| Stolcz 40' (11-esből) Somogyi 58' | (1 – 2) Jegyzőkönyv | Branikovits 8' Szőke 44' Albert 72' |

| Győr Nézőszám: 5 000 Játékvezető: Kaposi Sándor (magyar) |

#### A végeredmény
|    | Csapat               | Játszott | Gy | D  | V  | L   | K  | Gk  | Pont | Megjegyzés                               |
| -- | -------------------- | -------- | -- | -- | -- | --- | -- | --- | ---- | ---------------------------------------- |
| 1  | Ferencváros          | 30       | 21 | 7  | 2  | 65  | 26 | +39 | 49   | Bajnok, 1969–1970-es BEK                 |
| 2  | Újpesti Dózsa        | 30       | 20 | 8  | 2  | 102 | 27 | +75 | 48   | 1969–1970-es vásárvárosok kupája         |
| 3  | Vasas SC             | 30       | 18 | 6  | 6  | 66  | 37 | +29 | 42   | 1969–1970-es közép-európai kupa          |
| 4  | Bp. Honvéd SE        | 30       | 13 | 12 | 5  | 50  | 30 | +20 | 38   | 1969–1970-es közép-európai kupa          |
| 5  | Csepel SC            | 30       | 13 | 8  | 9  | 35  | 29 | +6  | 34   | 1969–1970-es közép-európai kupa          |
| 6  | Pécsi Dózsa          | 30       | 10 | 8  | 12 | 34  | 40 | -6  | 28   |                                          |
| 7  | Tatabányai Bányász   | 30       | 9  | 10 | 11 | 31  | 38 | -7  | 28   |                                          |
| 8  | Dunaújvárosi Kohász  | 30       | 10 | 7  | 13 | 34  | 45 | -11 | 27   |                                          |
| 9  | VM Egyetértés        | 30       | 7  | 12 | 11 | 34  | 42 | -8  | 26   |                                          |
| 10 | Szombathelyi Haladás | 30       | 9  | 8  | 13 | 36  | 45 | -9  | 26   |                                          |
| 11 | MTK                  | 30       | 7  | 11 | 12 | 35  | 40 | -5  | 25   | 1969–1970-es kupagyőztesek Európa-kupája |
| 12 | Salgótarjáni BTC     | 30       | 8  | 9  | 13 | 41  | 55 | -14 | 25   |                                          |
| 13 | Diósgyőri VTK        | 30       | 8  | 8  | 14 | 36  | 56 | -20 | 24   |                                          |
| 14 | Rába ETO             | 30       | 6  | 11 | 13 | 37  | 48 | -11 | 23   | 1969–1970-es vásárvárosok kupája         |
| 15 | Videoton SC          | 30       | 9  | 3  | 18 | 28  | 57 | -29 | 21   | Kiestek az NB II-be                      |
| 16 | Szegedi EAC          | 30       | 5  | 6  | 19 | 26  | 75 | -49 | 16   | Kiestek az NB II-be                      |

#### Eredmények összesítése
Az alábbi táblázatban összesítve szerepelnek a Ferencvárosi TC 1968-as bajnokságban elért eredményei.
| Ősz/tavasz (forduló)   | Otthon | Otthon | Otthon | Otthon | Otthon | Otthon | Otthon | Idegenben | Idegenben | Idegenben | Idegenben | Idegenben | Idegenben | Idegenben |
| Ősz/tavasz (forduló)   | M      | GY     | D      | V      | LG–KG  | GK     | P      | M         | GY        | D         | V         | LG–KG     | GK        | P         |
| ---------------------- | ------ | ------ | ------ | ------ | ------ | ------ | ------ | --------- | --------- | --------- | --------- | --------- | --------- | --------- |
| Tavaszi szezon (1–15.) | 8      | 4      | 4      | 0      | 12–6   | +6     | 12     | 7         | 4         | 1         | 2         | 17–11     | +6        | 9         |
| Őszi szezon (16–30.)   | 7      | 6      | 1      | 0      | 19–3   | +16    | 13     | 8         | 7         | 1         | 0         | 17–6      | +11       | 15        |
| Összesen (1–30.)       | 15     | 10     | 5      | 0      | 31–9   | +22    | 25     | 15        | 11        | 2         | 2         | 34–17     | +17       | 24        |

### Magyar kupa
| 1968. május 15. |

| III. Kerületi TTVE | 0 – 3       | Ferencváros        |
| ------------------ | ----------- | ------------------ |
|                    | Jegyzőkönyv | Branikovits Katona |

| Budapest |

| 1968. május 30. |

| Volán | 1 – 3       | Ferencváros              |
| ----- | ----------- | ------------------------ |
|       | Jegyzőkönyv | Varga Karába Branikovits |

| Budapest |

| 1968. június 12. |

| Egri Dózsa | 0 – 1       | Ferencváros |
| ---------- | ----------- | ----------- |
|            | Jegyzőkönyv | Karába      |

| Eger |

Nyolcaddöntő
| 1968. június 19. |

| Szegedi VSE | 1 – 0               | Ferencváros |
| ----------- | ------------------- | ----------- |
| Kiss II 15' | (1 – 0) Jegyzőkönyv |             |

| Szeged Nézőszám: 10 000 Játékvezető: Vízhányó László (magyar) |

### Egyéb mérkőzések
| 1968. február 10. |

| Mexikóváros válogatott | 3 – 1       | Ferencváros |
| ---------------------- | ----------- | ----------- |
|                        | Jegyzőkönyv | Szőke       |

| Mexikóváros |

| 1968. február 14. |

| Toluca | 3 – 5       | Ferencváros               |
| ------ | ----------- | ------------------------- |
|        | Jegyzőkönyv | Albert Varga Katona Novák |

| Mexikóváros |

| 1968. február 17. |

| Jalisco | 0 – 2       | Ferencváros |
| ------- | ----------- | ----------- |
|         | Jegyzőkönyv | Albert      |

| Mexikóváros |

| 1968. február 21. |

| Crvena zvezda | 2 – 0       | Ferencváros |
| ------------- | ----------- | ----------- |
|               | Jegyzőkönyv |             |

| Mexikóváros |

| 1968. február 25. |

| Botafogo Futebol Clube | 3 – 1       | Ferencváros |
| ---------------------- | ----------- | ----------- |
|                        | Jegyzőkönyv | Szűcs       |

| Mexikóváros |

| 1968. július 20. |

| Fetra Oberwart | 1 – 7       | Ferencváros                |
| -------------- | ----------- | -------------------------- |
|                | Jegyzőkönyv | Albert Katona Rákosi Novák |

| Felsőőr |

| 1968. július 21. |

| Amstetten | 3 – 10      | Ferencváros                                     |
| --------- | ----------- | ----------------------------------------------- |
|           | Jegyzőkönyv | Fenyvesi Mezei Rákosi Novák Albert Szőke Juhász |

| Amstetten |

| 1968. július 23. |

| Kremser SC | 0 – 7       | Ferencváros                                      |
| ---------- | ----------- | ------------------------------------------------ |
|            | Jegyzőkönyv | Szőke Rákosi Novák Albert Karába Juhász Fenyvesi |

| Krems an der Donau |

| 1968. július 24. |

| VÖEST Linz | 0 – 0       | Ferencváros |
| ---------- | ----------- | ----------- |
|            | Jegyzőkönyv |             |

| Linz |

| 1968. október 5. |

| Nancy-Lorraine | 2 – 6       | Ferencváros                     |
| -------------- | ----------- | ------------------------------- |
|                | Jegyzőkönyv | Rákosi Branikovits Szőke Katona |

| Nancy |

| 1968. október 9. |

| Bastia | 0 – 1       | Ferencváros |
| ------ | ----------- | ----------- |
|        | Jegyzőkönyv | Katona      |

| Bastia |

| 1968. október 13. |

| RC Strasbourg | 2 – 4       | Ferencváros               |
| ------------- | ----------- | ------------------------- |
|               | Jegyzőkönyv | Branikovits Albert Rákosi |

| Strasbourg |

| 1968. október 15. |

| Stade de Reims | 0 – 1       | Ferencváros |
| -------------- | ----------- | ----------- |
|                | Jegyzőkönyv | Albert      |

| Reims |

| 1968. október 20. |

| Varese | 2 – 1       | Ferencváros |
| ------ | ----------- | ----------- |
|        | Jegyzőkönyv | Szőke       |

| Varese |

## Külső hivatkozások
- A csapat hivatalos honlapja (magyarul)
- Az 1968-as szezon menetrendje a tempofradi.hu-n (magyarul)